# مارستون گرین
مارستون گرین (به انگلیسی: Marston Green) یک روستا در بریتانیا است که در Bickenhill and Marston Green واقع شده‌است. مارستون گرین ۵٬۰۰۰ نفر جمعیت دارد.